# Uca

Uca perplexa

Az Uca a felsőbbrendű rákok (Malacostraca) osztályának a tízlábú rákok (Decapoda) rendjébe, ezen belül a futórákfélék (Ocypodidae) családjába tartozó nem.

## Előfordulásuk
Az Uca-fajok a világ melegebb területein mindenhol megtalálhatók, a Csendes-óceán partjain éppúgy, mint az atlanti térség déli részén és a Földközi-tenger partvidékén. E ráknem fajai nincsenek veszélyeztetve.

## Megjelenésük
E rákfajok hossza legfeljebb 3-4 centiméter, az olló hossza legfeljebb 5 centiméter. A hím rákoknak van egy túlméretezett és feltűnő ollójuk. Udvarláskor a hímek világos színű ollójukat mutogatják a nőstényeknek, és remélik, hogy sikerül így párosodásra az odúikba csalogatniuk. Azzal, hogy ollójukkal integetnek, más hímeket figyelmeztetnek, nehogy a területükre hatoljanak. Ollójukat a más hímekkel vívott harcra is használják. A nőstények ollói rendes méretűek; azokkal könnyebb élelmet gyűjteni. A rákok egyes fajainál a hím bal ollója nagyobbodott meg, míg másoknál a jobb. Megint más fajoknál a bal és jobb oldali olló megnövekedése körülbelül egyenlő arányban oszlik meg. Egy idő után visszanő az olló, ha a rák elveszíti. Az Uca-fajok színükben és méretükben némileg különböznek egymástól. Egyes fajokat párosodási viselkedésükről lehet felismerni. Ahhoz, hogy növekedjenek, a rákoknak vedleniük kell. Vedlés közben, egy ideig puha az új páncélzatuk, de az odúban biztonságban vannak.

## Életmódjuk
Az Uca-fajok magányos partlakók, odúkban élnek, amelyek védik őket. Táplálékuk szerves törmelék.

## Szaporodásuk
Az ivarérettséget 1-2 éves korban érik el. Évente többször párzanak, fajtól, helytől és árapály-viszonytól függően. A peték száma néhány száz lehet. Mintegy 7-10 nap kell a petéből való kifejlődéshez. A petékből piciny planktonszerű lárvák kelnek ki.

## Rendszerezés
A nembe az alábbi alnemek és fajok tartoznak:
| - Australuca - Uca bellator - Uca elegans - Uca hirsutimanus - Uca longidigitum - Uca polita - Uca seismella - Uca signata - Gelasimus - Uca borealis - Uca dampieri - Uca formosensis - Uca hesperiae - Uca neocultrimana - Uca tetragonon - Uca vocans - Uca vomeris | - Leptuca - Uca annulipes - Uca argillicola - Uca batuenta - Uca beebei - Uca bengali - Uca coloradensis - Uca crenulata - Uca cumulanta - Uca deichamnni - Uca dorotheae - Uca festae - Uca helleri - Uca inaequalis - Uca lactea - Uca latimanus - Uca leptochela - Uca leptodactyla - Uca limicola - Uca mjoebergi - Uca musica - Uca oerstedi - Uca panamensis - Uca perplexa - Uca saltitanta - Uca speciosa - Uca spinicarpa - Uca stenodactylus - Uca tallanica - Uca tenuipedis - Uca terpsichores - Uca tomentosa - Uca triangularis | - Minuca - Uca brevifrons - Uca burgersi - Uca ecuadoriensis - Uca galapagensis - Uca herradurensis - Uca longisignalis - Uca marguerita - Uca minax - Uca mordax - Uca panacea - Uca pugilator - Uca pugnax - Uca pygmaea - Uca rapax - Uca subcylindrica - Uca thayeri - Uca umbratila - Uca victoriana - Uca virens - Uca vocator - Uca zacae - Paraleptuca - Uca chlorophthalmus - Uca crassipes - Uca inversa - Uca sindensis | - Tubuca - Uca acuta - Uca arcuata - Uca capricornis - Uca coarctata - Uca demani - Uca dussumieri - Uca flammula - Uca forcipata - Uca paradussumieri - Uca rhizophorae - Uca rosea - Uca typhoni - Uca uvillei - Uca - Uca heteropleura - Uca insignis - Uca intermedia - Uca major - Uca maracoani - Uca monolifera - Uca ornata - Uca princeps - Uca stylifera - Uca tangeri |